# Jan Grot
Jan Grot (Grotowice) (overleden op 5 augustus, 1347) was de 25e bisschop van Krakau. Hij staat bekend om zijn conflict met Casimir III van Polen, wie hij in 1334 excommuniceerde.

## Biografie
Jan Grot was een telg van de Poolse heraldische clan Rawicz I. Zijn vader was kanselier van Sandomierz en kastelein van Połaniec. Hijzelf trad in dienst als kanselier van Wladislaus de Korte in 1318. Als bisschop heeft hij de Wawelkathedraal uitgebreid met een kapel in 1344 en een hoog altaar van het koor in 1346. Het is ook bekend dat Grot het sculptuuratelier van de kathedraal ingezet heeft voor zijn kerk in Radłów. De bisschop heeft Sint-Stanislaus de Martelaar tot speciale beschermheilige van Krakau uitgeroepen.
Een laat-barok monument voor de bisschop is tegenwoordig in de Jan Grot-kapel uit 1344 te bezichtigen.

## Gestichte bouwwerken

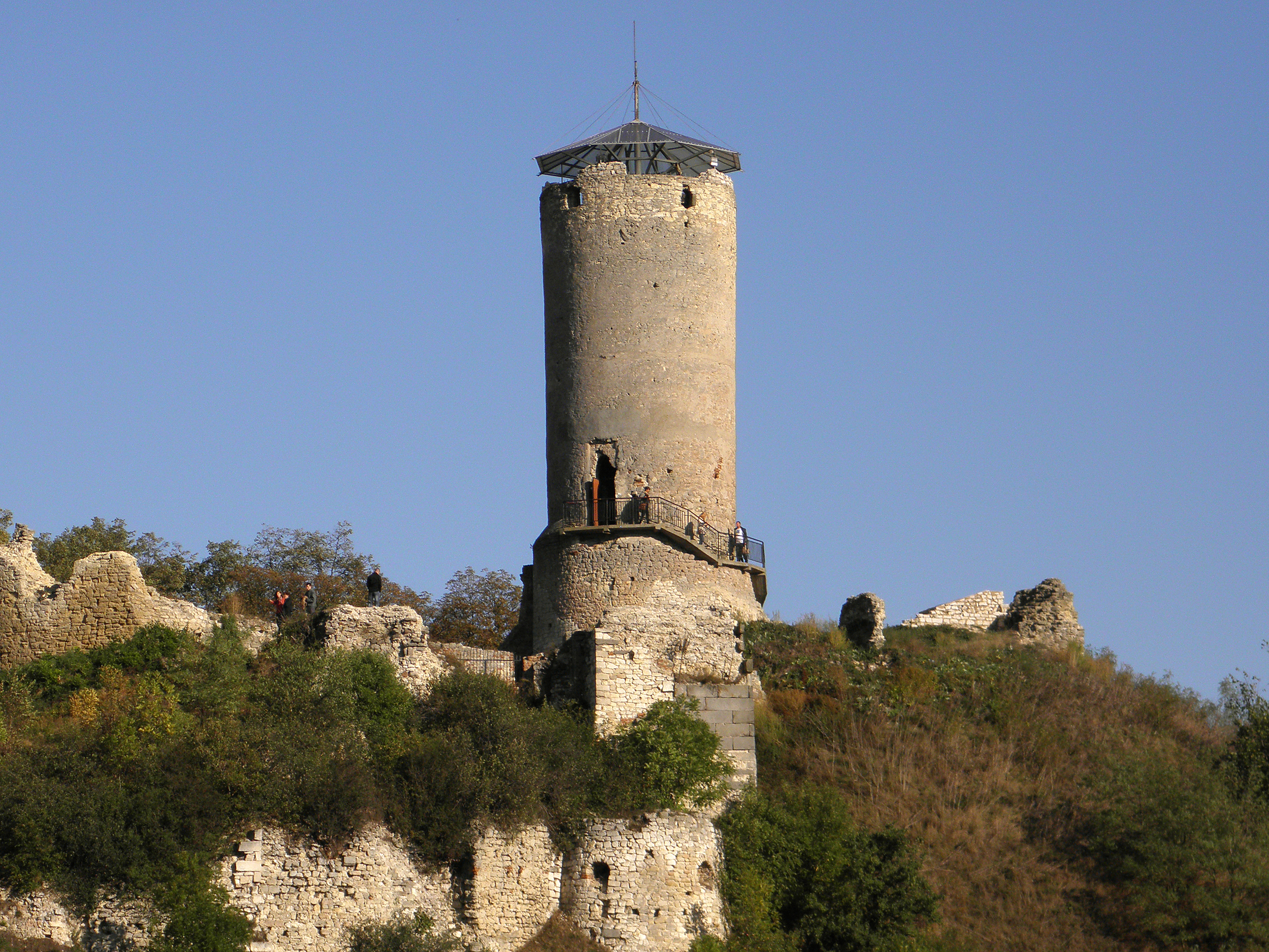
Kasteel van Iłża (1340)